# 온타리오 축구 협회
온타리오 축구 협회(Ontario Soccer Association)는 1901년에 설립된 캐나다에서 매우 오래되고 스포츠 단체 중 하나로 온타리오주에서의 축구를 관리하는 역할을 맡는다.